# Stephen Milligan
Stephen David Wyatt Milligan (Godalming, 12 de mayo de 1948-Hammersmith, 7 de febrero de 1994) fue un político y periodista británico del Partido Conservador. Ocupó varios cargos periodísticos de alto nivel hasta su elección como miembro del Parlamento (MP) por Eastleigh en 1992. Fue secretario parlamentario privado de Jonathan Aitken, ministro de Estado de Adquisiciones e Industria de Defensa, y era considerado una "estrella en ascenso" del Partido Conservador. Permaneció en el cargo hasta su muerte en su casa en Hammersmith, Londres, aparentemente por estrangulamiento autoinfligido durante un acto de asfixia autoerótica.

## Primeros
Milligan nació en Godalming, Surrey, el 12 de mayo de 1948, hijo de David Milligan, secretario de empresa en House of Fraser, y Ruth Seymour, profesora de ballet. Fue educado en Bradfield College y en Magdalen College, Oxford, donde estudió Filosofía, Política y Economía. En Oxford, fue presidente tanto de la Oxford Union como de la Asociación Conservadora de la Universidad de Oxford. Fue contemporáneo de la periodista Libby Purves, a quien una vez acompañó a un baile del colegio.

## Carrera

### Periodismo
Se unió a The Economist en 1970, y fue editor industrial y principal corresponsal de la CEE desde 1972 hasta 1980. En 1976, publicó un libro titulado The New Barons sobre los sindicatos británicos en la década de 1970. Mientras aún trabajaba para The Economist, asumió el cargo de presentador del programa The World Tonight en BBC Radio 4 desde 1980 hasta 1983. Más adelante fue editor de asuntos exteriores y corresponsal en Washington para The Sunday Times desde 1984 hasta 1987, antes de reincorporarse a la BBC en 1988 como corresponsal europeo. El editor de The Sunday Times, Andrew Neil, describió a Milligan: “Poseía una inteligencia inquisitiva y original, un amplio conocimiento de los asuntos nacionales e internacionales, y era muy divertido trabajar con él; su risa contagiosa llenaba nuestras reuniones editoriales, en las que desempeñaba un papel importante en la definición de las posturas del periódico”.

### Política
Milligan dejó el Partido Conservador tras la formación del Partido Socialdemócrata en 1981. Sin embargo, volvió a unirse a los conservadores y en 1990 fue seleccionado como candidato parlamentario para Eastleigh. En 1991, se convirtió en secretario del Consejo Conservador de Asuntos Exteriores y de la Commonwealth, y fue miembro del grupo moderado Bow Group. En las elecciones generales de 1992, Milligan fue elegido como miembro del Parlamento por Eastleigh con una mayoría de 17 702 votos. Considerado una "estrella en ascenso" dentro del partido y destacado por sus intervenciones en la Cámara de los Comunes sobre política exterior, fue nombrado secretario parlamentario privado de Jonathan Aitken, ministro de Estado de Adquisiciones e Industria de Defensa. Su última intervención en el Parlamento fue en un debate sobre el Proyecto de Ley de Conservación de la Energía el 4 de febrero de 1994.

## Muerte

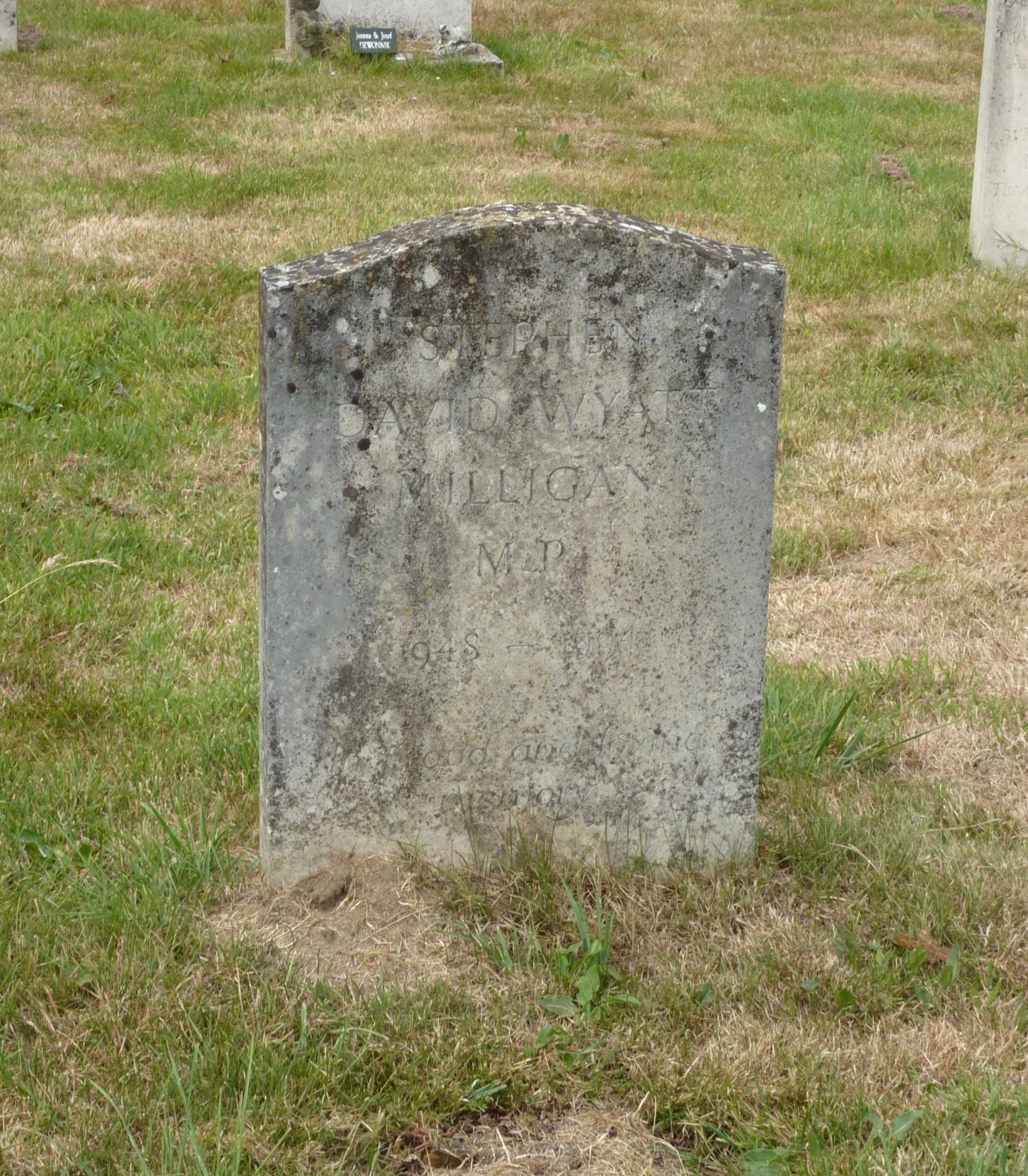
La tumba de Milligan en el cementerio de la iglesia de St. Peter en Woodmancote, West Sussex, en 2014.

Fue encontrado muerto en su casa en el número 64 de Black Lion Lane, Hammersmith, Londres, por su secretaria Vera Taggart el 7 de febrero de 1994. Milligan no se había presentado en la Cámara de los Comunes como se esperaba, por lo que Taggart fue a buscarlo. Su cadáver fue hallado desnudo, excepto por un par de medias y ligas, con un cable eléctrico atado alrededor del cuello, la cabeza cubierta y una naranja en la boca. El forense concluyó que había muerto en las primeras horas del día en que fue encontrado.
El informe de patología sobre su muerte descartó la posibilidad de asesinato, lo que reforzó la creencia de que murió como resultado de un suicidio o, más probablemente, de forma accidental por asfixia autoerótica. No se encontraron drogas ni alcohol en su sangre, y no se hallaron sustancias que hayan contribuido a su muerte. Se dictaminó que fue una muerte por accidente.

### Consecuencias
La muerte de Milligan fue uno de los escándalos que contribuyeron al colapso de la iniciativa política "Back to Basics" de John Major, la cual se percibía como una promoción de valores socialmente conservadores. En una entrevista tras la muerte de Milligan, presumiblemente bajo la suposición de que se trataba de un suicidio, Major declaró que Milligan "debía de estar bastante infeliz, bastante miserable". Esta caracterización fue criticada por el primo de Milligan, el juez Tim Milligan, quien escribió: "con todo respeto hacia el Primer Ministro, Stephen no estaba ni miserable ni infeliz. Por el contrario, estaba completamente realizado y feliz en su trabajo en Westminster y en su circunscripción de Eastleigh, lo cual le daba la oportunidad de servir a los demás como siempre había deseado".
Milligan dejó una herencia de valor no especificado, destinando una cantidad desconocida a Oxfam y 1058 libras a la iglesia de St Peter en Hammersmith. Su muerte provocó una elección suplementaria para su escaño en Eastleigh, la cual se celebró el 9 de junio. La elección fue ganada por el candidato liberal demócrata David Chidgey, quien mantendría el escaño hasta las elecciones generales de 2005. El candidato conservador, Stephen Allison, quedó en tercer lugar en dicha elección.
Tras la muerte de Milligan, Hat Trick Productions, la productora del programa satírico de televisión de la BBC Have I Got News for You, envió bolsas de basura negras, naranjas y medias negras a periodistas para promocionar una nueva temporada del programa. Posteriormente, la BBC pidió disculpas a los padres de Milligan por el incidente.